# Van Cleef & Arpels
Van Cleef & Arpels es una empresa francesa de joyas y relojes de lujo, fundada en 1906 por Alfred Van Cleef y su esposa Estelle Arpels. Actualmente forma parte del grupo suizo Richemont (Compagnie Financière Richemont SA).
La casa Gucci produce una línea de productos de belleza utilizando la marca Van Cleef & Arpels.